# Меркур'єв Василь Васильович
Василь Васильович Меркурьєв (рос. Васи́лий Васи́льевич Мерку́рьев; 24 березня (6 квітня) 1904, Остров, Псковська губернія, Російська імперія — 12 травня 1978, Ленінград, РРФСР, СРСР) — радянський актор театру і кіно, театральний режисер і педагог. Заслужений артист РРФСР (1947). Народний артист РРФСР (1955). Народний артист СРСР (1960). Лауреат трьох Сталінських премій другого ступеня (1947, 1949, 1952). Кавалер орденів Трудового Червоного Прапора (1950, 1964), Леніна (1974). Лауреат Державної премії РРФСР імені К. С. Станіславського (1979 — посмертно).

## Біографія
Закінчив Ленінградський інститут сценічних мистецтв (1926).
З 1937 р. працював у Ленінградському театрі драми ім. О. С. Пушкіна.
Знімався у кінокартинах: «Повернення Максима» (1937), «Член уряду» (1940), «Небесний тихохід» (1946), «Попелюшка» (1947), «Вірні друзі» (1954), «Летять журавлі» (1957) та ін. Грав в українських фільмах: «Танкер „Дербент“» (1940, Догайло), «З днем народження» (1962, Громов), «Пізня дитина» (т/ф), "Забудьте слово «смерть» (1978).

## Вибрана фільмографія
| Рік  | Фільм                           | Оригінальна назва                  | Роль                                  |
| ---- | ------------------------------- | ---------------------------------- | ------------------------------------- |
| 1937 | Інженер Гоф                     | рос. Инженер Гоф                   |                                       |
| 1937 | Повернення Максима              | рос. Возвращение Максима           | студент-меншовик                      |
| 1938 | Комсомольськ                    | рос. Комсомольск                   | військовий представник на будівництві |
| 1938 | Виборзька сторона               | рос. Выборгская сторона            | швейцар                               |
| 1945 | Небесний тихохід                | рос. Небесный тихоход              | старший лейтенант Семен Туча          |
| 1946 | Клятва                          | рос. Клятва                        | генерал Микола Воронов                |
| 1947 | Попелюшка                       | рос. Золушка                       | лісник, батько Попелюшки              |
| 1951 | Незабутній 1919 рік             | рос. Незабываемый 1919 год         | Бризгалов                             |
| 1954 | Вірні друзі                     | рос. Верные друзья                 | Василь Нестратов                      |
| 1955 | Дванадцята ніч                  | рос. Двенадцатая ночь              | Мальвольо, дворецький Олівії          |
| 1957 | Летять журавлі                  | рос. Летят журавли                 | Федір Іванович                        |
| 1958 | Безодня                         | рос. Бездна                        | ?                                     |
| 1960 | Сергій                          | рос. Серёжа                        | дядько Костя                          |
| 1961 | Дівча, з яким я товаришував     | рос. Девчонка, с которой я дружил  | дядько Коля                           |
| 1962 | Черемушки                       | рос. Черёмушки                     | Федір Дребеднєв                       |
| 1963 | Полустанок                      | рос. Полустанок                    | Павло Павлович                        |
| 1971 | Прощання з Петербургом          | рос. Прощание с Петербургом        | Лейброк                               |
| 1970 | Сім наречених єфрейтора Збруєва | рос. Семь невест ефрейтора Збруева | Василь Лук'янов                       |
| 1970 | Пізня дитина                    | рос. Поздний ребёнок               | Василь Іванович Нечаєв, батько        |